# Papar (biljna vrsta)
Papar (crni papar, lat. Piper nigrum) (regionalno biber) je višegodišnja drvenasta zimzelena biljka penjačica iz razreda Magnoliopsida, porodice paparovki Piperaceae. Domovina crnog papra je indijska država Kerala, gdje raste divlje u planinama na Zapadnim Gatima.
Može dostići visinu do 15 metara. Oko sedme godine rađa punim rodom. Grozdovi papra su vrlo sitni, s plodovima promjera oko 5 mm, a rastu poput ribiza u plodištu dugom do 14 cm. Bobice mogu biti crvene, žute ili zelene boje, što ovisi o stupnju zrelosti. One uz škrob, smolu i ulje sadrže i piperinsku kiselinu, koja papru daje karakterističan okus. Miris papra potječe od pelandrena, kariopilena i seskviterpena u eteričnom ulju. 
Bobice papra (čitave ili mljevene) služe kao začin za pripravljanje mnogih vrsta jela. Poznavali su ga još i stari Grci, koji su ga, uz dodatak hrani, primjenjivali i kao lijek. Rimljani su ga stavljali gotovo u svako jelo, pa i u mlijeko, med i kolače. Jedno vrijeme papar je služio i kao plaćevno sredstvo. Tako je, naprimjer, Alarik I., vizigotski kralj, 410. godine tražio od građana Rima tonu i pol papra kako bi poštedio grad. U srednjem vijeku je, uz sol i ocat, bio najrašireniji dodatak hrani, usprkos njegovoj visokoj cijeni koja je dosezala i trotjednu poljoprivrednu nadnicu za pola kilograma papra. Danas je postao dostupan i niske cijene, a uzgaja se po tropskim krajevima, ponajprije u Brazilu i Indoneziji.